# Ivan Jurkovič
Ivan Jurkovič est un prélat catholique slovène, nommé nonce apostolique au Canada le 5 juin 2021.

## Biographie

### Enfance et études
Il est né à Kočevje, en Slovénie, le 10 juin 1952. Il est diplômé en droit canonique.

### Prêtre
Le 29 juin 1977, il est ordonné prêtre pour l'archidiocèse de Ljubljana par Jožef Pogačnik (de). Il entre au service diplomatique du Saint-Siège le 1er mai 1984 et travaille dans des représentations diplomatiques du Saint-Siège de divers pays ainsi qu'à la section pour les relations avec les États de la secrétairerie d'État. 

### Nonce apostolique
Le 28 juillet 2001, il est nommé nonce apostolique en Biélorussie (en) par Jean-Paul II, et reçoit le titre d’archevêque titulaire de Corbavie (de). Il est consacré le 6 octobre suivant par Angelo Sodano, le cardinal secrétaire d'État. Le 22 juillet 2004, il est nommé nonce en Ukraine (en). Puis il est nommé nonce auprès de la fédération de Russie le 19 février 2011, ainsi que de l’Ouzbékistan (en) le 22 juillet suivant. 
Le 13 février 2016, il succède à Silvano Tomasi en tant qu'observateur permanent du Saint-Siège aux Nations unies à Genève et auprès de l’Organisation mondiale du commerce.